# Mittelfrohna
Mittelfrohna ist ein Ortsteil der Gemeinde Niederfrohna im Landkreis Zwickau (Freistaat Sachsen). Die Gemeinde Mittelfrohna mit ihrem Ortsteil Fichtigsthal wurde im Jahr 1936 eingemeindet.

## Geografische Lage und Verkehr
Mittelfrohna bildet den Ortskern der Gemeinde Niederfrohna. Der Ort erstreckt sich links und rechts des Frohnbachs. Östlich von Mittelfrohna verläuft die A 72 mit dem Rastplatz „Mühlbachtal“.

## Nachbarorte
|            | Niederfrohna mit Jahnshorn                  | Mühlau        |
| Bräunsdorf | Kompassrose, die auf Nachbargemeinden zeigt | Hartmannsdorf |
| Oberfrohna | Fichtigsthal                                | Limbach       |

## Geschichte

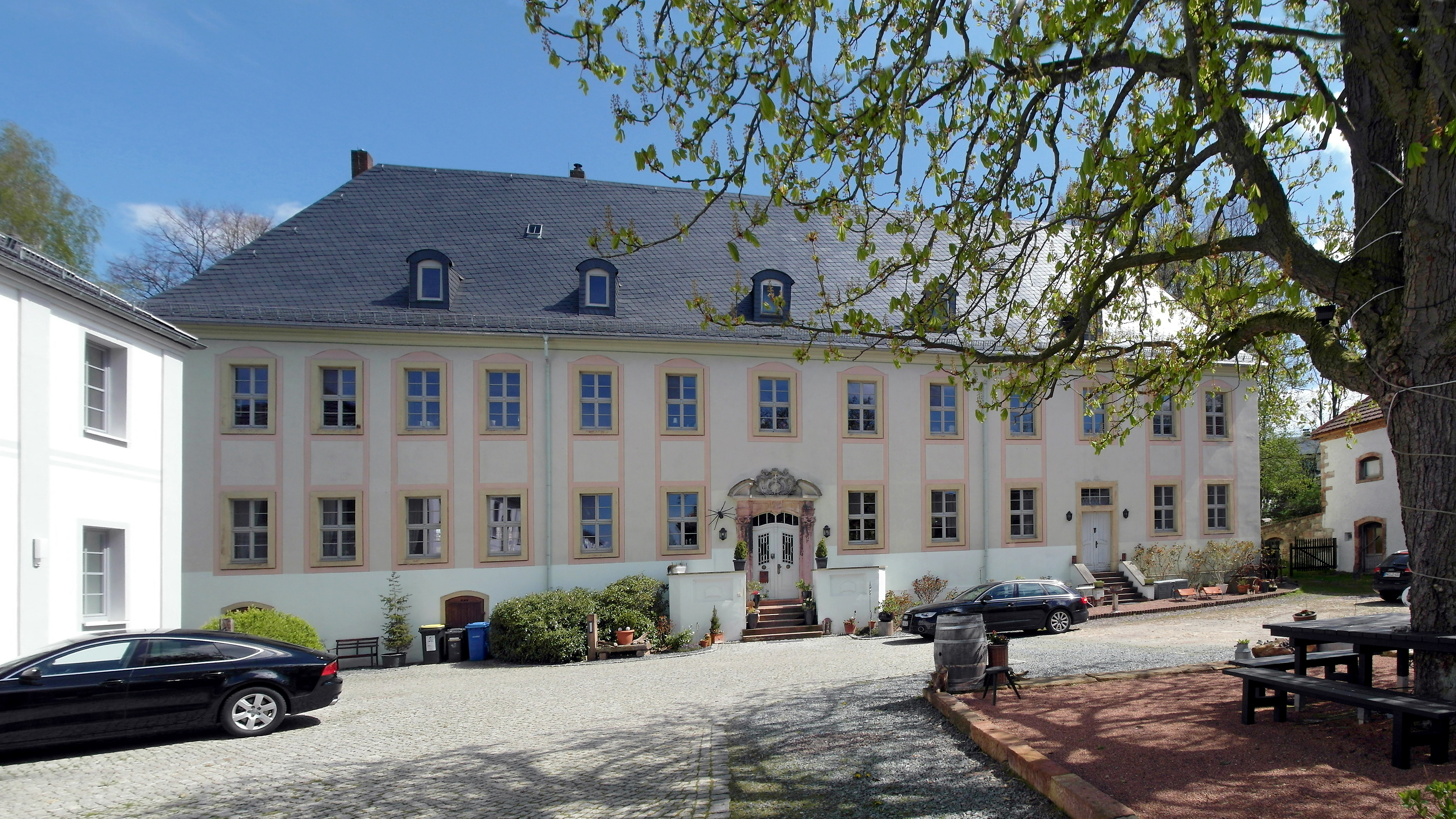
Rittergut Mittelfrohna, Herrenhaus

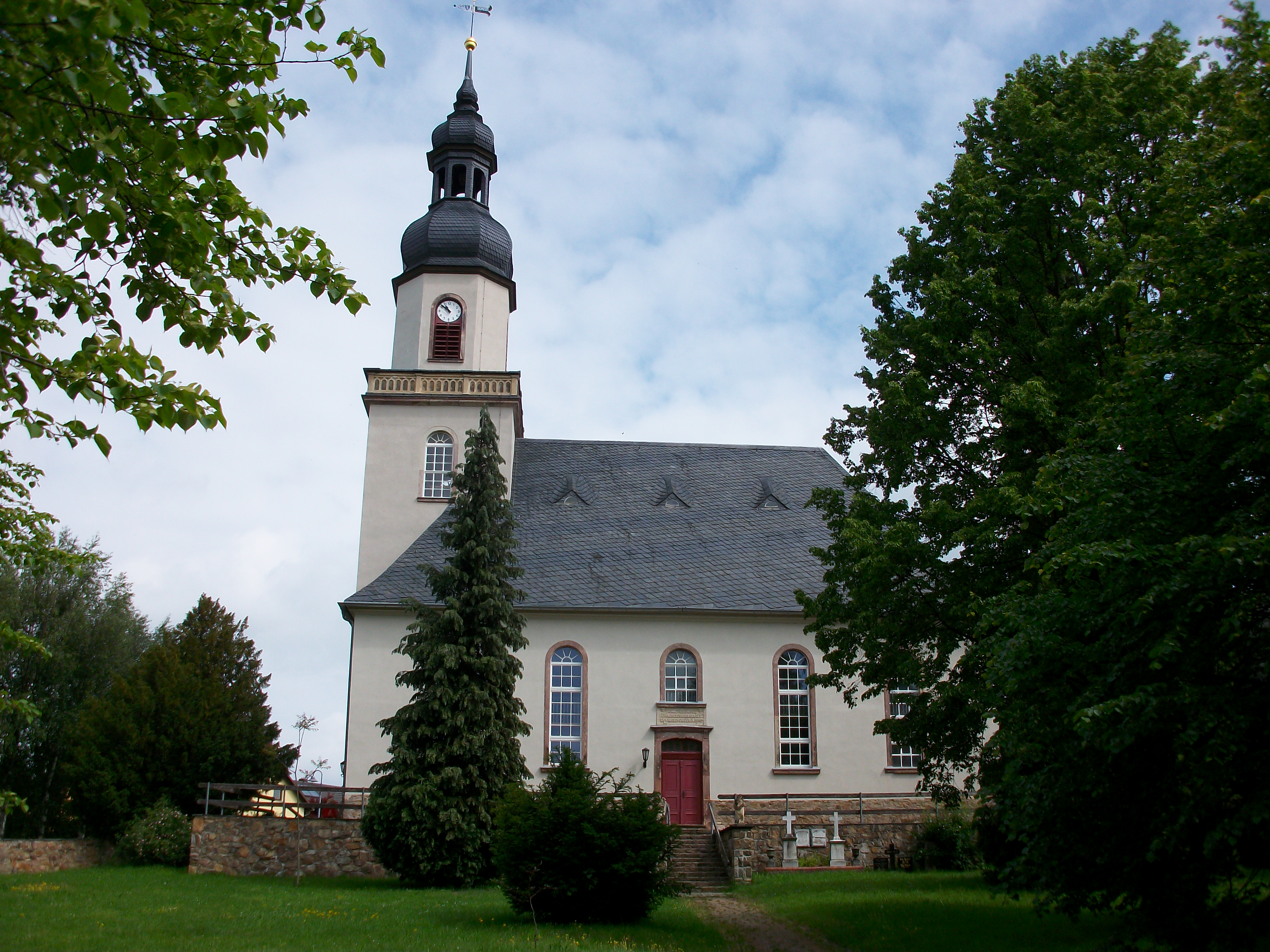
Johanniskirche Mittelfrohna

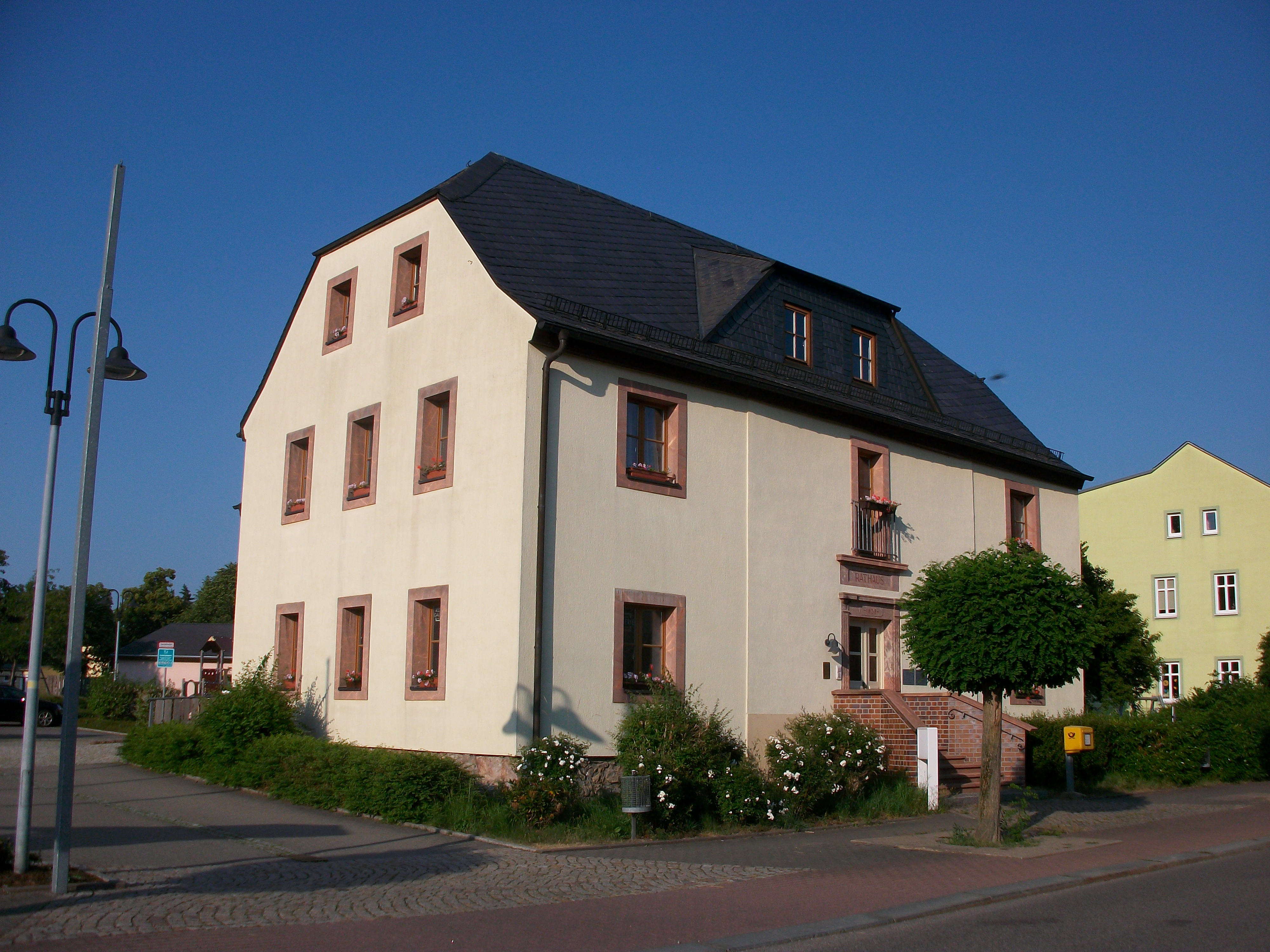
Rathaus Niederfrohna in Mittelfrohna

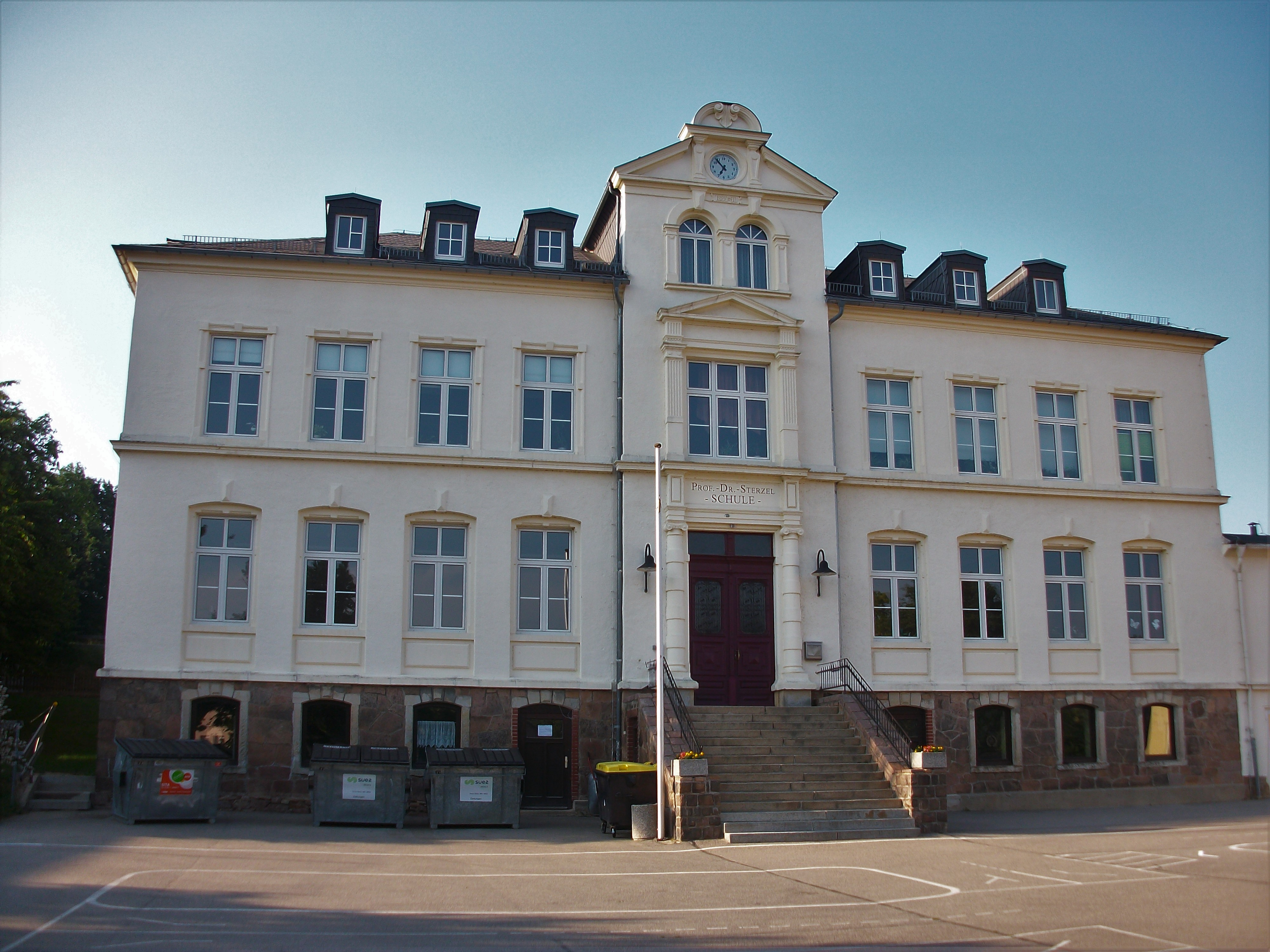
Prof.-Dr.-Sterzel-Schule in Mittelfrohna

Das Waldhufendorf Mittelfrohna wurde im Jahr 1356 als „Fronen“ erwähnt. Das Rittergut Mittelfrohna wurde bereits im Jahr 1409 erwähnt. Zu dieser Zeit war die Familie von Flurstädt Besitzer, die das Rittergut im Jahr 1584 an die Herren von Schönberg auf Sachsenburg
verkaufte. Es blieb bis 1560 im Besitz der Schönberger. In diesem Jahr wurde Mittelfrohna verkauft, um das Schloss Pfaffroda bei Olbernhau kaufen zu können.
Die Grundherrschaft über Mittelfrohna wurde allerdings nur teilweise durch das Rittergut Mittelfrohna, zu dem auch Fichtigsthal und Anteile von Mühlau gehörten, ausgeübt. Der andere Teil Mittelfrohnas unterstand wie Oberfrohna dem Rittergut Limbach, welches den Herren von Meckau gehörte. Erst nach dem Tod von Dietrich von Meckau im Jahr 1536 kam der gesamte Ort Mittelfrohna an die Herren von Schönberg. Das Rittergut Mittelfrohna war im Jahr 1750 im Besitz des Fabrikbesitzers Siegert aus Chemnitz. In den Jahren 1772 bis 1774 entstand das heutige Herrenhaus. Zu Ende des 18. Jahrhunderts ging das Gut an einen Herrn von Reitzenstein über, nach welchem es schließlich die Familie von Schönburg-Glauchau besaß. Von dieser kam das Gut durch eine Heirat an den Königlich-sächsischen Oberleutnant Adolf Ernst von Wilucki. Im Jahr 1821 erhielt Mittelfrohna das heutige Gotteshaus und 1838 eine neue Schule.
Aufgrund der unterschiedlichen Grundherrschaft war Mittelfrohna auch bezüglich der Verwaltung geteilt. Bis 1832 gehörte der zum Rittergut Limbach gehörige Teil Mittelfrohnas zum kursächsischen bzw. königlich-sächsischen Amt Chemnitz, der zum Rittergut Mittelfrohna gehörige Teil zusammen mit Fichtigsthal als Exklave zum kursächsischen bzw. königlich-sächsischen Amt Rochlitz. Seit 1832 unterstand Mittelfrohna komplett dem Amt Chemnitz. Im Jahr 1851 kam Mittelfrohna an das königlich-sächsische Gericht Limbach und im Jahr 1856 zum Gerichtsamt Limbach, das im Jahr 1875 in der Amtshauptmannschaft Chemnitz aufging.
Im Jahr 1923 erfolgte die Eingemeindung von Fichtigsthal. Die bisher
zu Mittelfrohna gehörigen Siedlungen Kreuzeiche und Schweizerhof wurden 1931 nach Limbach umgegliedert. Im Jahr 1936 wurde Mittelfrohna nach Niederfrohna eingemeindet.
Durch die zweite Kreisreform in der DDR kam Mittelfrohna als Ortsteil der Gemeinde Niederfrohna im Jahr 1952 zum Kreis Chemnitz-Land im Bezirk Chemnitz (1953 in Kreis Karl-Marx-Stadt-Land und Bezirk Karl-Marx-Stadt umbenannt), der ab 1990 als sächsischer Landkreis Chemnitz fortgeführt wurde. Bei dessen Auflösung kam Mittelfrohna als Ortsteil der Gemeinde Niederfrohna im Jahr 1994 zum Landkreis Chemnitzer Land, der 2008 im Landkreis Zwickau aufging.